# And I Love Her
«And I Love Her» (с англ. — «И я люблю её») — песня английской рок-группы The Beatles, написанная Полом Маккартни при участии Джона Леннона. Песня посвящена возлюбленной Маккартни в те годы, актрисе Джейн Эшер. Композиция вышла 10 июля 1964 года на британском альбоме «A Hard Day’s Night», а 20 июля 1964 года в формате сингла («Б»-сторона — «If I Fell») издана в США; сингл достиг #12 позиции в музыкальном хит-параде Billboard.
The Beatles исполнили «And I Love Her» только однажды за пределами студии Эбби Роуд. 14 июля 1964 года группа исполнила песню на радиошоу Top Gear телекомпании «Би-би-си», которая была передана по радио два дня спустя. В различных частях мира выпущено столько версий этой композиции, сколько раз повторяется завершающий её гитарный проигрыш.

## Композиция
В течение трёх дней музыканты испробовали различные варианты аранжировки композиции, пока не нашли оптимальный, записанный в студии в тот же день, что и «Tell Me Why». Самая простая, нежная и чувственная песня из всех, что группа на тот момент исполняла, построена в основном на акустической инструментовке. Эта песня стала одной из первых баллад группы, название которой начинается с середины предложения. Пол Маккартни был чрезвычайно рад появлению столь удачной идеи.
Большая часть этой песни — это переход назад и вперёд между тональностями E и C#m. В песне также прослеживается смена тональностей перед соло к тональности F. В конце композиции, в параллельной мажорной тональности относительно F. Эта техника известна, как пикардийская терция (название, большой терции мажорного трезвучия, служащего заключением минорной пьесы) и весьма часто использовалась в XVII веке некоторыми композиторами, включая немецкого композитора Иоганна Себастьяна Баха.
В основном песню написал Пол Маккартни, однако в её написании принимал участие и Джон Леннон. В одном из интервью журналу «Плэйбой» Леннон отметил, что его внесённый вклад в написание песни — средние восемь тактов («A love like ours/Could never die/As long as I/Have you near me»). Маккартни утверждал, что

«Средние восемь тактов мои. Я сказал бы, что Джон вероятно помог с этой серединой, но он не может сказать, что 'Это моё'. Я написал её сам.»

Основной гитарный рифф песни придумал Джордж Харрисон
Песня была написана в Лондоне, в доме на улице Уимпол, принадлежащим родителям Джейн Эшер.
Издатель «The Beatles» Дик Джеймс утверждал, что средние восемь тактов были добавлены во время записи по предложению продюсера группы Джорджа Мартина. Согласно заявлению Джеймса, Леннон призывал к прорыву.

«В течение получаса (Леннон и Маккартни) написали… очень конструктивную середину для успешной коммерческой песни».

На альбоме Anthology 1 содержится второй дубль песни, имеющий несколько отличий: сама композиция длится 1 минуту 52 секунды, в начале нет гитарного риффа придуманного Харрисоном, соло-партии записаны на электрогитаре, а вместо бонго Ринго Старр сыграл ритм на ударной установке. Так же отчетливо слышно как Пол Маккартни забыл слова во втором куплете.

## Чарты
| Название чарта (1965)          | Пиковая позиция |
| ------------------------------ | --------------- |
| Бельгия/Фландрия (Ultratop 50) | 10              |
| США (Billboard Hot 100)        | 12              |
| US Cash Box Top 100            | 14              |

## Состав
- Джон Леннон — акустическая ритм-гитара
- Пол Маккартни — ведущий вокал, бас-гитара
- Джордж Харрисон — акустическая гитара
- Ринго Старр — бонго, клаве

## Кавер-версии
- Версия австралийского певца Джона Фарнхэма, записанная в жанре рок-баллады. Песня вошла в альбом музыканта — Anthology #2: The Classic Hits.
- На американском выпуске музыкального альбома с песнями из фильма «Вечер трудного дня» Джордж Мартин и его оркестр записали кавер-версию песни, отличающуюся от оригинала более медленным темпом. Продолжительность композиции составила более минуты в отличие от вокальной версии The Beatles на оригинале альбоме.
- Роберто Карлос — (Eu) Te Amo (на португальском языке и позже на испанском языке).
- Джек Джонс для альбома 1965 года — «There’s Love and There’s Love and There’s Love», аранжированная Нельсоном Риддлом.
- Эстер Филлипс изменила название песни, адресовав её не женщине, а мужчине. Песня называлась «And I Love Him» и была записана в 1965 году. Она достигла #54 позиции в том же году в чартах журнала Billboard.
- Шерли Хорн для альбома 1965 года — Travelin' Light.
- Bob Marley & The Wailers для альбома 1965 года — «The Wailing Wailers at Studio One».
- Рита Ли для альбома 1970 года — «Build Up».
- Бобби Уомакк для альбома 1972 года — «Understanding» (русск. Понимание).
- Сара Вогэн для альбома 1981 года — «The Songs of the Beatles».
- В 1995 году Smokey Robinson & The Miracles записали кавер-версию песни, которая первоначально была выпущена на альбоме 1970 года — What Love Has...Joined Together. Песня также вошла в альбом — «Motown Meets the Beatles».
- Версия Дайаны Кролл для альбома-компиляции 1995 года — «(I Got No Kick Against) Modern Jazz».
- Барри Мэнилоу для альбома 2006 года — The Greatest Songs of the Sixties.
- Клифф Ричард для альбома 2001 года — Wanted.
- Версия Кенни Лэттимор для альбома 2008 года — Timeless.
- Раян Паркс записал кавер-версию песни для своего проектного альбома 2009 года.
- Кавер-версия группы The Wailers 1965 года.
- «And I Love Her» появляется в фильме Через вселенную, как короткий фрагмент, объединённый с оркестровой темой, звучащий во время композиций «Across the Universe» и «Helter Skelter». Это сцена была удалена на DVD.
- Кавер-версия Ричарда Маркса и Винса Джилла для последнего дуэт-альбома Маркса — Sundown.
- Испаноязычная кавер-версия доминиканского певца Хосе «Эль Канарио» Альберто под названием «Mi Gran Amor Le Di», вышедшая в 1996 году; также звучит в телесериале «Клон» 2001 года.
- Кавер-версия Курта Кобейна — And I Love Her
- Версия группы Kingdom Come (1998).